# Bytča
Bytča (deutsch Bitsch; ungarisch Nagybiccse) ist eine Stadt in der nordwestlichen Slowakei.

## Lage

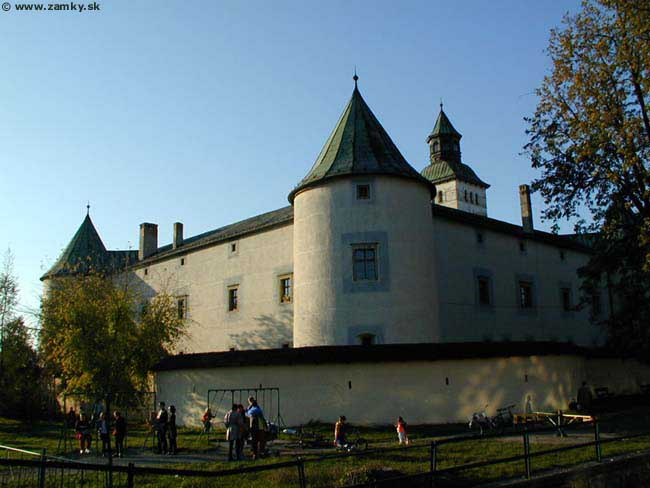
Schloss Bytča

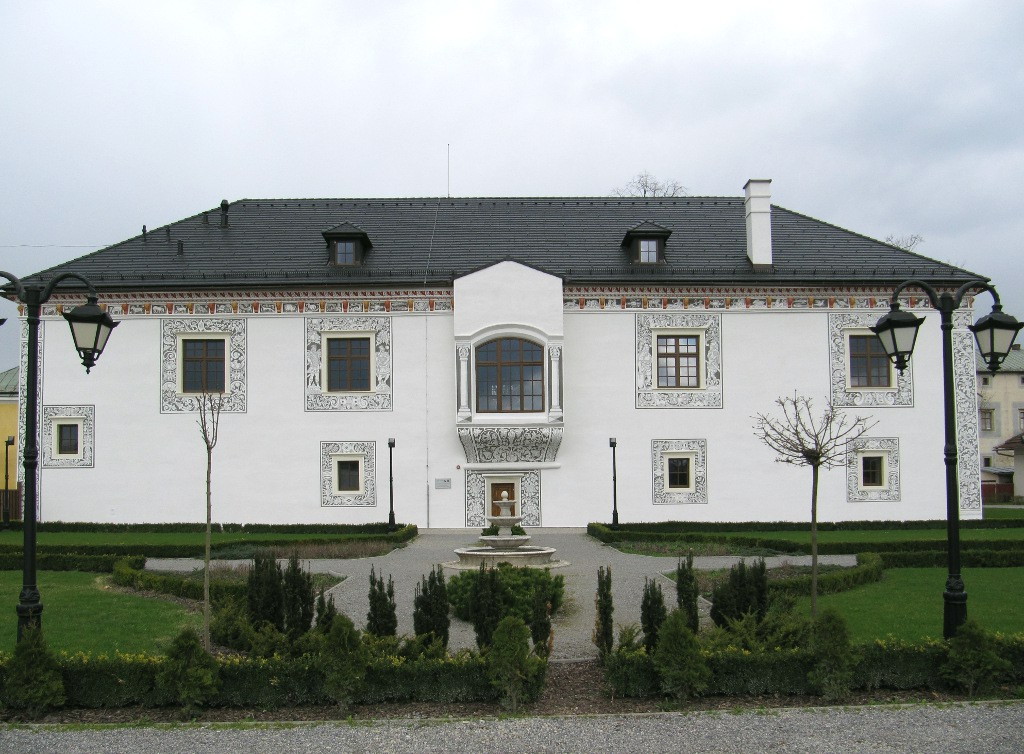
Hochzeitspalast neben dem Schloss

Bytča liegt beim Zusammenfluss des Baches Petrovička mit dem Fluss Waag in einem kleinen Talkessel, umgeben vom Gebirge Javorníky im Norden und Westen und von den Súľovské vrchy im Osten und Süden. Das Stadtzentrum liegt auf einer Höhe von 308 m n.m. und ist 18 Kilometer von Žilina und 185 Kilometer von Bratislava entfernt.

## Geschichte
Der Ort entstand 1946 durch Zusammenschluss der Gemeinden Malá Bytča, Veľká Bytča und Hliník nad Váhom (früher auch Hlinik).
Heute besteht die Stadt aus den Teilen:
- Beňov (1898 in Mikšová eingemeindet)
- Hliník nad Váhom
- Hrabové (1971 eingemeindet)
- Malá Bytča (deutsch Klein-Bitscha)
- Mikšová (1907 in Malá Bytča eingemeindet)
- Pšurnovice (1971 eingemeindet)
- Veľká Bytča (deutsch Groß-Bitsch)

## Stadtbild
Das bedeutendste Gebäude ist das 1571 bis 1574 im Stil der Renaissance erbaute Schloss Bytča der Familie Thurzo, das vom italienischen Baumeister Kilian aus Mailand geplant wurde. Es entstand an der Stelle einer früheren gotischen Wasserburg aus dem 13. Jahrhundert. Das Schloss hat einen quadratischen Grundplan mit einem Innenhof und Rundtürmen (Rondelle) an den vier Ecken. 
Für die Hochzeit seiner Tochter ließ Georg Thurzo 1601 im Schlossgarten einen langrechteckigen Hochzeitspalast nach dem Vorbild italienischer Villas errichten. Das Obergeschoss des zweigeschossigen Hochzeitspalasts besteht aus einem großen Raum von 34,5 × 12,5 Metern, der bei Hochzeits- und Beerdigungszeremonien verwendet wurde.
Zum Gebäudekomplex gehören ferner Verwaltungs- und Wirtschaftsgebäude.

## Bevölkerung
| Jahr:                | 1994.  | 2004.   | 2014.   | 2024.   |
| -------------------- | ------ | ------- | ------- | ------- |
| Anzahl der Personen: | 12.186 | 11.506  | 11.279  | 11.634  |
| Unterschied:         |        | -5,58 % | -1,97 % | +3,14 % |

| Jahr:                | 2023.  | 2024.   |
| -------------------- | ------ | ------- |
| Anzahl der Personen: | 11.535 | 11.634  |
| Unterschied:         |        | +0,85 % |

Ergebnisse nach der Volkszählung 2001 (11.550 Einwohner):
| Nach Ethnie: - 98,27 % Slowaken - 0,58 % Tschechen - 0,03 % Polen | Nach Religion: - 90,87 % römisch-katholisch - 4,35 % konfessionslos - 1,51 % evangelisch |

## Städtepartnerschaften
- Karolinka, Tschechien
- Opoczno, Polen

## Persönlichkeiten
- Adolf Hoffmann (1822–1909), österreichischer Mediziner
- Bernát Heller (1871–1943), jüdischer ungarischer Gelehrter, Orientalist, Arabist und Literaturhistoriker
- Jozef Tiso (1887–1947), Präsident der ersten slowakischen Republik, geboren im heutigen Ortsteil Veľká Bytča